# Фальконара-Альбанесе
Фальконара-Альбанесе (итал. Falconara Albanese) — коммуна в Италии, располагается в регионе Калабрия, подчиняется административному центру Козенца.
Население составляет 1457 человек, плотность населения составляет 81 чел./км². Занимает площадь 18 км². Почтовый индекс — 87030. Телефонный код — 0982.
Покровителями коммуны почитаются Пресвятая Богородица и святой архангел Михаил, празднование в первое воскресение мая и во второе воскресение сентября.